# اليوم العالمي للحفاظ على طبقة الأوزون

1957 - 2001

اليوم العالمي للحفاظ على طبقة الأوزون في السادس عشر من شهر سبتمبر من كل عام وهو اليوم الذي وقعت فيه أكثر من 190 دولة على بروتوكول مونتريال 1987م الذي يحدد الإجراءات الواجب أتباعها على المستوى العالمي والإقليمي والمحلي للتخلص تدريجيا من المواد التي تستنزف طبقة الأوزون.
وكانت الجمعية العامة للأمم المتحدة قد أعلنت هذا اليوم من كل عام يوماً عالمياً للحفاظ على طبقة الأوزون وذلك في ذكرى التوقيع على البروتوكول ودعت الجمعية العامة الدول إلى تكريس هذا اليوم لتشجيع الاضطلاع بأنشطة تتفق مع أهداف البروتوكول وتعديلاته.
ووفقاً للاتفاقية التي وقعتها الدول المذكورة تلتزم الدول الأطراف المعنية بخفض استهلاكها تدريجياً من المواد المستنزفة لطبقة الأوزون إلى 85% بحلول عام 2007 وصولاً إلى التخلص التدريجي التام بحلول عام 2010.